# L'Orient-Le Jour
L'Orient-Le Jour és un diari en francès del Líban. La seva edició en anglès és L'Orient Today.

## Història
L'Orient-Le Jour es va publicar per primera vegada el 15 de juny de 1971, després de la fusió de dos diaris libanesos en llengua francesa: L'Orient (fundat a Beirut el 1924 per Gabriel Khabbaz i Georges Naccache ) i Le Jour (fundat el 1934 per Michel Chiha).
Entre 1970 i 1975 un dels seus col·laboradors va ser Samir Frangieh. Durant la Guerra civil libanesa el diari va ser clausurat per l'exèrcit sirià d'ocupació durant un breu període el 1976 tot i que va reprendre la seva publicació després. L'editor en cap de L'Orient-Le Jour, Eduard Saab, va ser assassinat el 16 de maig de 1976.
Segons l'Arab Press Network, una branca de l'Associació Mundial de Diaris i Editors de Premsa, és l'únic diari en francès existent al Líban i és d'orientació «liberal i cristiana».
Els principals accionistes de L'Orient-Le Jour són l'exministre Michel Eddé i els seus nets (38 %), el grup Choueiri (22,7 %) i la família de l'exministre Michel Pharaon (15,49 %). Les accions d'aquest últim es distribueixen de la següent manera: Pharaon té directament el 2,6 % de les accions, la seva germana, Nayla De Freige, en té l'1,7 %, Pharaon Holding SAL en té l'11 % i Libano-Suisse Insurance Consulting el 0,2 %.